# Phosphoenolbrenztraubensäure
Phosphoenolbrenztraubensäure (PEP), besser bekannt als seine anionische Form Phosphoenolpyruvat, ist ein energiereiches Stoffwechselzwischenprodukt der Glykolyse, der Gluconeogenese und des Hatch-Slack-Zyklus der C4-Pflanzen. Es spielt auch beim Menschen bei einigen Stoffwechselprozessen eine Rolle, wie dem Kohlenhydrattransport durch Biomembranen (etwa beim Phosphotransferase-System), im Citratzyklus und der Glykolyse. Es wird untersucht, ob es bei der Behandlung des Reizdarmsyndroms (Irritable Bowel Syndrome, IBS) zur Linderung der Symptome eingesetzt werden kann.
N-(Phosphonomethyl)glycin, der Wirkstoff von Glyphosat, wirkt auf Grund seiner chemischen Ähnlichkeit mit Phosphoenolpyruvat (PEP), dem regulären Substrat der 5-Enolpyruvylshikimat-3-phosphat-Synthase (EPSPS) durch die Blockade der Synthese der aromatischen Aminosäuren Phenylalanin, Tryptophan und Tyrosin über den Shikimatweg in Pflanzen, wie auch in den meisten Mikroorganismen. Diese Aminosäuren sind für uns Menschen essentiell, d. h. wir müssen sie mit der Nahrung aufnehmen, letztlich bereitgestellt von Mikroorganismen oder Pflanzen.
Die Säure entsteht in Organismen durch Wasserabspaltung unter katalytischer Wirkung der Enolase aus Phosphoglycerinsäure bzw. Phosphoglycerat, kann aber prinzipiell auch durch Phosphorylierung der Enolform von Brenztraubensäure unter Energiezufuhr hergestellt werden.
|  |                     | {\displaystyle \mathrm {\xrightarrow[{Enolase}]{-Wasser}} } |                    | ADP000ATP Pyruvatkinase |         |
|  | D-2-Phosphoglycerat |                                                             | Phosphoenolpyruvat |                         | Pyruvat |

2-Phosphoglycerat spaltet ein Wassermolekül ab; es entsteht Phosphoenolpyruvat (PEP). Aufgrund der entstandenen Doppelbindung ist die Phosphatgruppe des PEP instabil gebunden und wird leicht auf ADP unter Bildung von ATP übertragen; aus dem PEP entsteht Brenztraubensäure bzw. Pyruvat.
Freies PEP ist nicht beständig. Drei Salze sind in kristalliner Form bekannt. Natriumpyruvat kann als Monohydrat aus Methanol und Diethylether ausgefällt werden. Das Bariumsalz ist als Hexahydrat bekannt und kann durch Ausfällung aus wässriger alkoholischer Lösung erhalten werden. Außerdem wurde Barium-Silber-Pyruvat als Dihydrat durch Ausfällung aus wässrigem Aceton erhalten.